# 秩父鉄道7500系電車
秩父鉄道7500系電車（ちちぶてつどう7500けいでんしゃ）は、秩父鉄道の通勤形電車。
本項では7500系のほか、2両編成の7800系についても記述する。

## 概要
老朽化した1000系電車の置き換えのため、東急大井町線で使用されていた東急8090系5両編成のうち3両（1・4・5号車）を譲り受け、秩父鉄道で運用するに当たって3両編成に改造したものである。2010年（平成22年）3月25日から営業運転を開始した。
三峰口方先頭車のデハ7500形（元・クハ8090形）は電動車に改造された。中間車のデハ7600形（元・デハ8190形）は、パンタグラフがシングルアーム型から従来の菱型に戻されたほか、増設も行われている。なお、それに伴いパンタグラフの設置場所を確保するために冷房装置を1基撤去している。前面の帯は先に導入された7000系電車と同じ緑色→黄色のグラデーションに張替えられたほか、側面の帯も緑色に変更された。
車内は、車椅子スペース、ドアチャイムとドア開閉表示灯・客用扉用の開閉ボタン・LED式車内案内表示器の設置・貫通路開き戸の追加（デハ7600形のみ）などの改造が行われている。

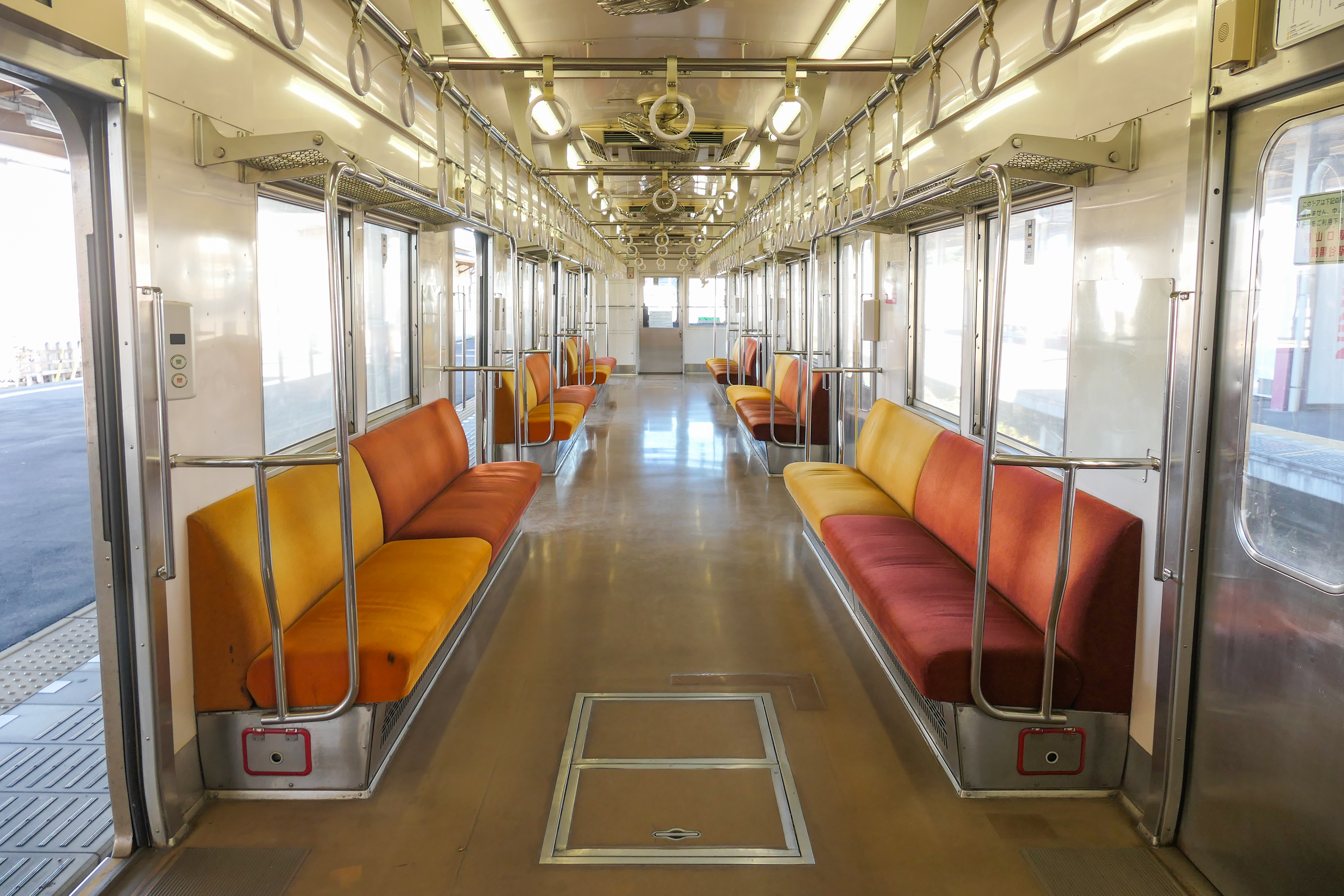
車内（デハ7506）
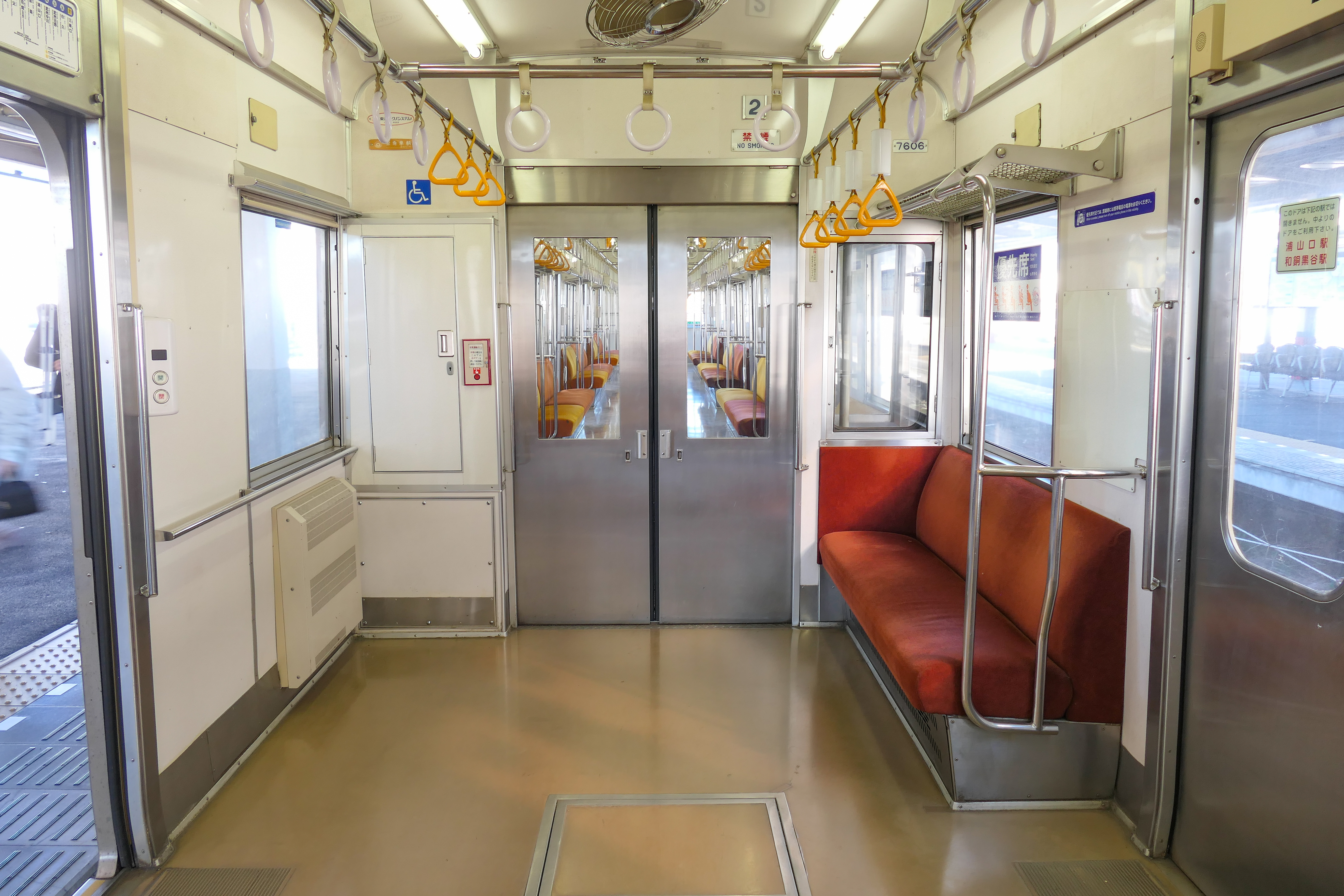
優先席と車椅子スペース（デハ7506）
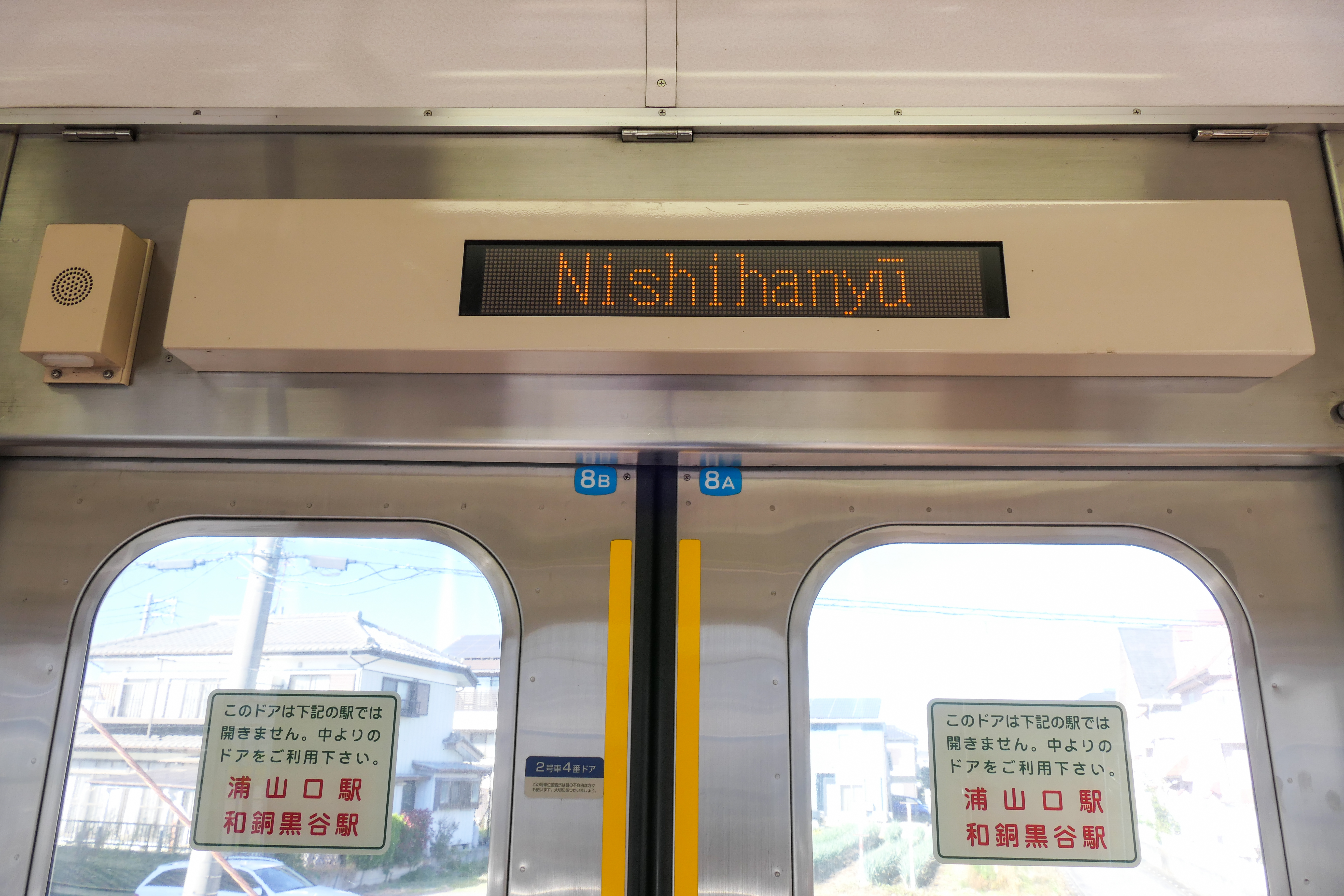
車内案内表示器（デハ7506）
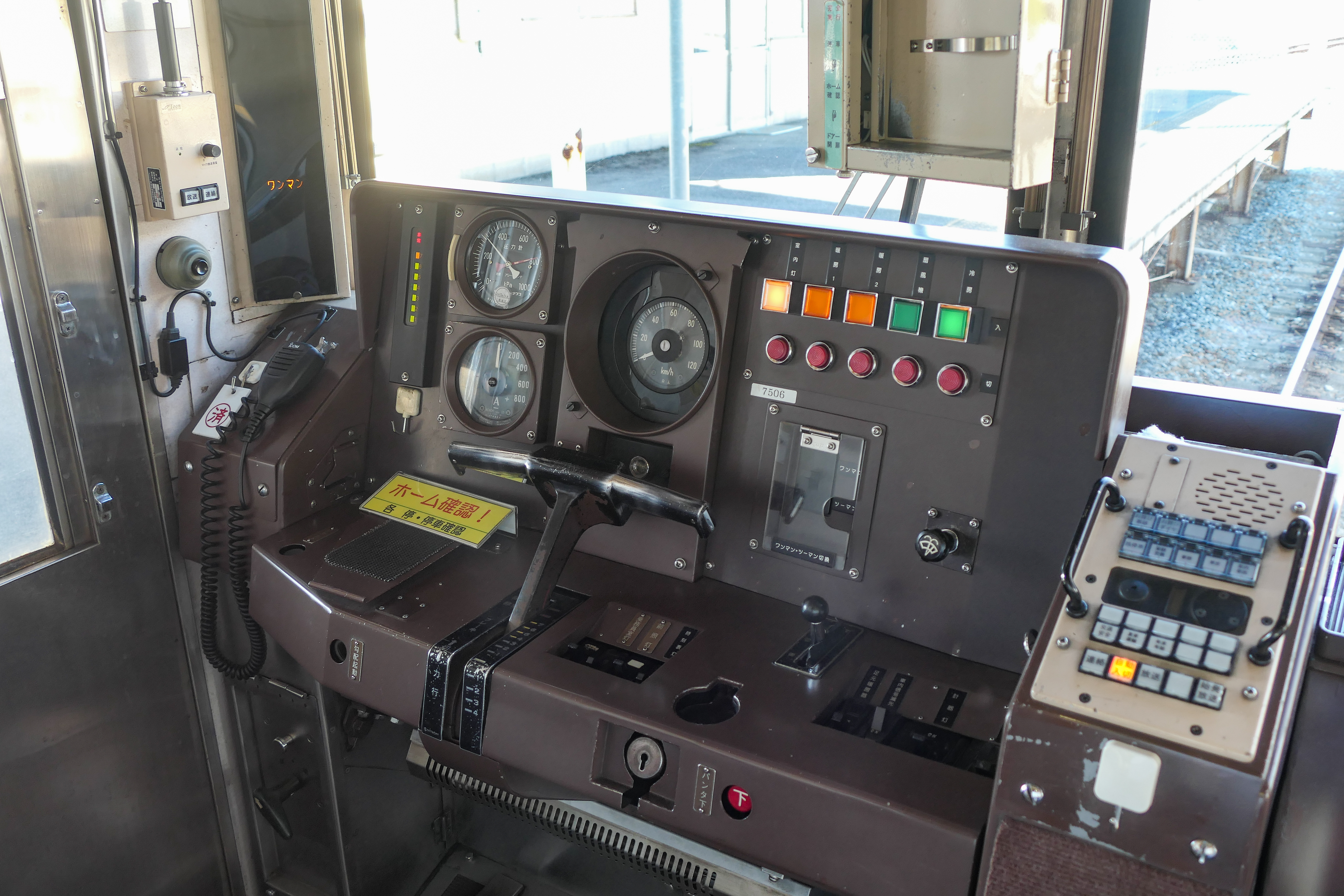
運転台（デハ7506）

## 7800系

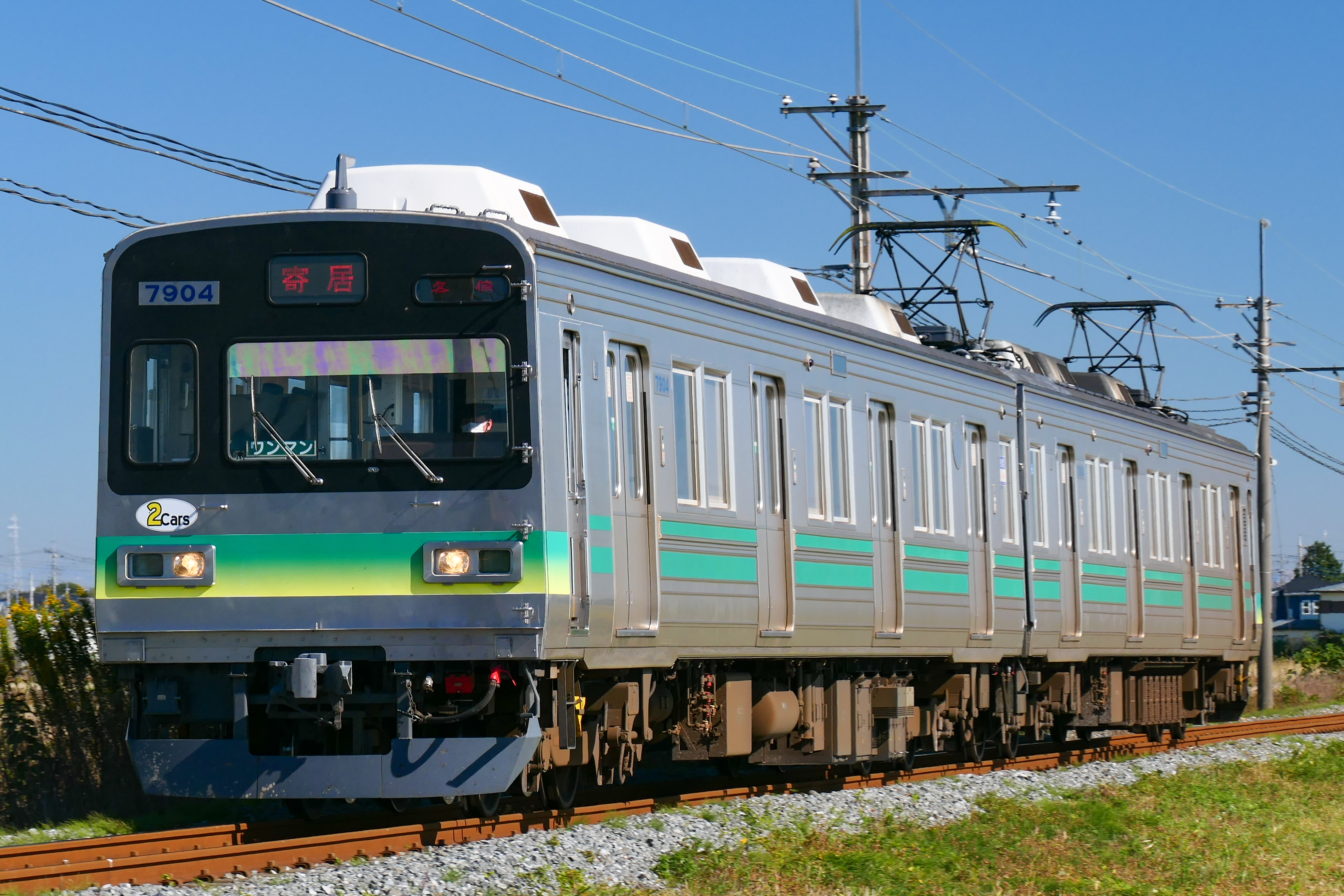
7800系
（2022年10月31日 新郷駅 - 武州荒木駅間）

7500系と同じく1000系電車の置き換えのため、東京急行電鉄で使用していた東急8090系を種車に改造した車両である。2013年（平成25年）3月16日のダイヤ改正より営業運転を開始した。
7500系は3両編成だが、7800系はデハ7800・クハ7900の2両固定編成（Mc - Tc）となっている。
東急大井町線で使用されていた東急8090系5両編成のうち中間電動車2両（2・3号車）を改造したもので、2両とも先頭車化の上、羽生方の車両は電装を解除している。なお改造にあたっては7500系と同等の内容も実施している。
改造された先頭車両の形状は中間車の骨組みを活かして強度を持たせたことから、8090系の先頭車を流用した7500系とは大きく異なっている。
第一編成となる7801編成は東急テクノシステムで改造を受けて2012年（平成24年）12月に出場した。その後2013年度にも6両が改造を受け、計4編成8両が、他の3両編成のものと共通運用されている。

7801編成は、7500系7507編成と改造元の編成が同じである点が特筆される。

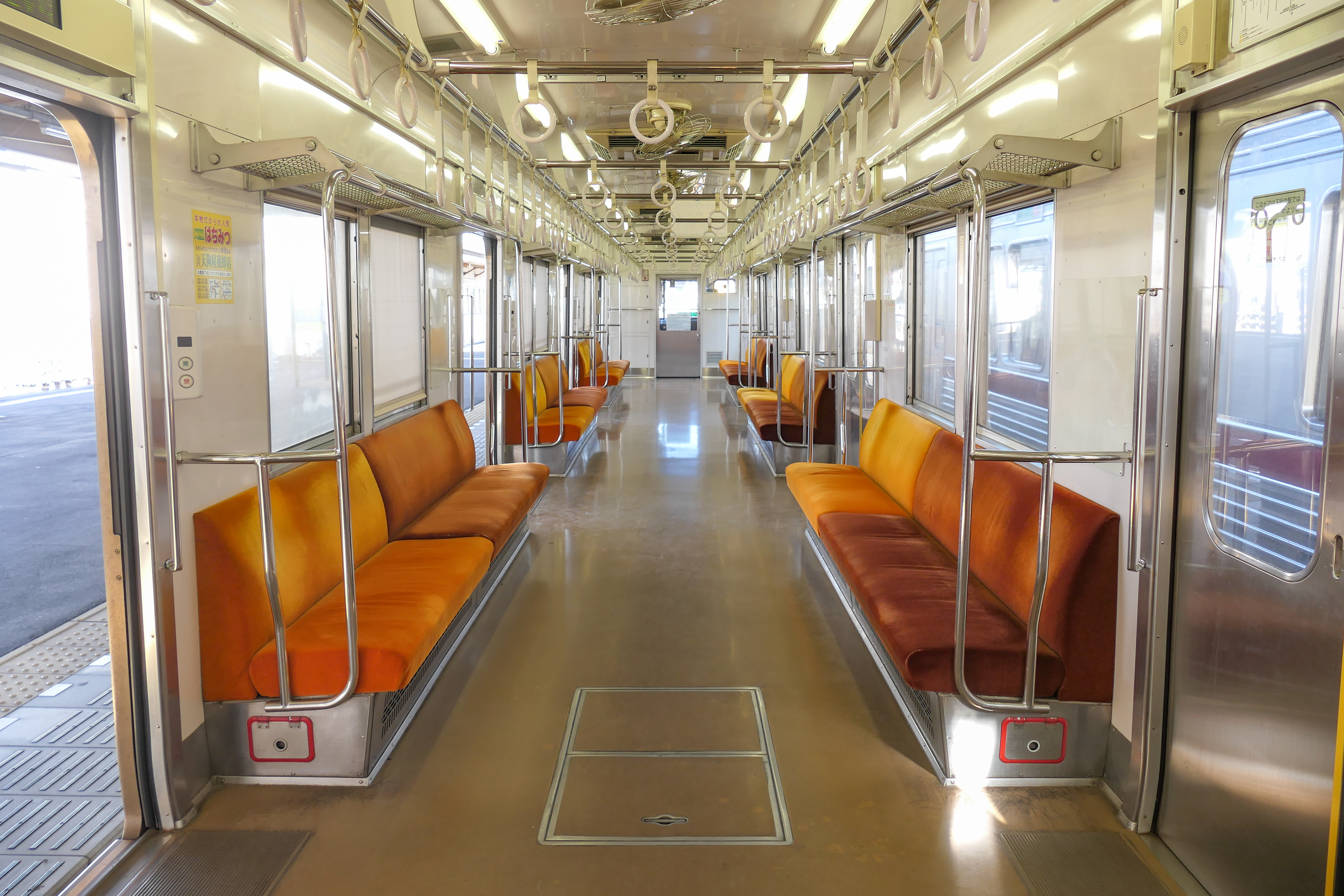
車内（デハ7903）
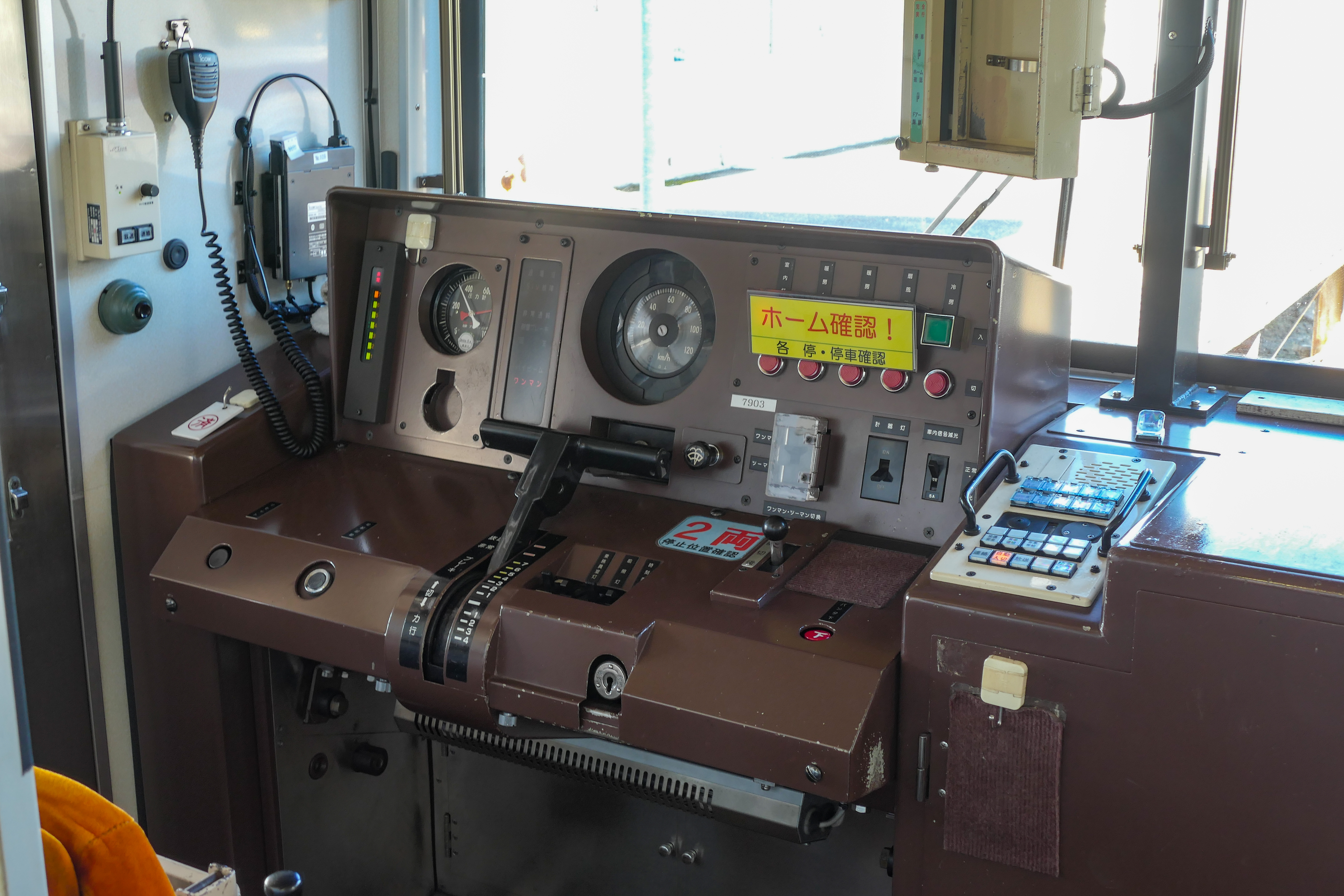
運転台（デハ7903）

## 編成表
| 7500系（3両編成） \| \| \| ← 羽生三峰口 → \| \| \| \| 形式[7] \| 形式[7] \| クハ7700 （Tc） \| ◇ ◇ デハ7600 （M） \| デハ7500 （Mc） \| \| 搭載機器,設備 \| 搭載機器,設備 \| CP,BT \| CONT,♿︎ \| SIV or MG \| \| 定員[3] （座席） \| 定員[3] （座席） \| 142 （48） \| 152 （51） \| 142 （48） \| \| 車両番号(東急車番) \| 7501F （8091F） \| 7701 （8092） \| 7601 （8192） \| 7501 （8091） \| \| 車両番号(東急車番) \| 7502F （8083F） \| 7702 （8084） \| 7602 （8184） \| 7502 （8083） \| \| 車両番号(東急車番) \| 7503F （8085F） \| 7703 （8086） \| 7603 （8186） \| 7503 （8085） \| \| 車両番号(東急車番) \| 7504F （8093F） \| 7704 （8094） \| 7604 （8194） \| 7504 （8093） \| \| 車両番号(東急車番) \| 7505F （8087F） \| 7705 （8088） \| 7605 （8188） \| 7505 （8087） \| \| 車両番号(東急車番) \| 7506F （8095F） \| 7706 （8096） \| 7606 （8196） \| 7506 （8095） \| \| 車両番号(東急車番) \| 7507F （8089F） \| 7707 （8090） \| 7607 （8190） \| 7507 （8089） \| - 下線で示した車両はMG搭載（他の編成はSIV）。 |                 |                 |                    |                 |
| |                 | ← 羽生三峰口 →  |                    |                 |
| 形式 | 形式            | クハ7700 （Tc） | ◇ ◇ デハ7600 （M） | デハ7500 （Mc） |
| 搭載機器,設備 | 搭載機器,設備   | CP,BT           | CONT,♿︎            | SIV or MG       |
| 定員 （座席） | 定員 （座席）   | 142 （48）      | 152 （51）         | 142 （48）      |
| 車両番号(東急車番) | 7501F （8091F） | 7701 （8092）   | 7601 （8192）      | 7501 （8091）   |
| 車両番号(東急車番) | 7502F （8083F） | 7702 （8084）   | 7602 （8184）      | 7502 （8083）   |
| 車両番号(東急車番) | 7503F （8085F） | 7703 （8086）   | 7603 （8186）      | 7503 （8085）   |
| 車両番号(東急車番) | 7504F （8093F） | 7704 （8094）   | 7604 （8194）      | 7504 （8093）   |
| 車両番号(東急車番) | 7505F （8087F） | 7705 （8088）   | 7605 （8188）      | 7505 （8087）   |
| 車両番号(東急車番) | 7506F （8095F） | 7706 （8096）   | 7606 （8196）      | 7506 （8095）   |
| 車両番号(東急車番) | 7507F （8089F） | 7707 （8090）   | 7607 （8190）      | 7507 （8089）   |

| 7800系（2両編成） \| \| \| ← 羽生三峰口 → \| \| \| 形式[7] \| 形式[7] \| クハ7900 （Tc） \| ◇ ◇ デハ7800 （Mc） \| \| 搭載機器,設備 \| 搭載機器,設備 \| CP,BT \| CONT,SIV,♿︎ \| \| 定員[4] （座席） \| 定員[4] （座席） \| 139 （48） \| 140 （48） \| \| 車両番号(東急車番) \| 7801F （8089F） \| 7901 （8490） \| 7801 （8290） \| \| 車両番号(東急車番) \| 7802F （8097F） \| 7902 （8494） \| 7802 （8298） \| \| 車両番号(東急車番) \| 7803F （8081F） \| 7903 （8496） \| 7803 （8282） \| \| 車両番号(東急車番) \| 7804F （8099F） \| 7904 （8495） \| 7804 （8280） \| |                 |                 |                     |
| |                 | ← 羽生三峰口 →  |                     |
| 形式 | 形式            | クハ7900 （Tc） | ◇ ◇ デハ7800 （Mc） |
| 搭載機器,設備 | 搭載機器,設備   | CP,BT           | CONT,SIV,♿︎         |
| 定員 （座席） | 定員 （座席）   | 139 （48）      | 140 （48）          |
| 車両番号(東急車番) | 7801F （8089F） | 7901 （8490）   | 7801 （8290）       |
| 車両番号(東急車番) | 7802F （8097F） | 7902 （8494）   | 7802 （8298）       |
| 車両番号(東急車番) | 7803F （8081F） | 7903 （8496）   | 7803 （8282）       |
| 車両番号(東急車番) | 7804F （8099F） | 7904 （8495）   | 7804 （8280）       |

| 凡例 - CONT：主制御器 - SIV：補助電源装置（静止形インバータ） - MG：補助電源装置（電動発電機） - CP：空気圧縮機 - BT：蓄電池 - ♿︎：車椅子スペース |

備考
- 7502Fは2014年9月23日よりラッピング車両「秩父ジオパークトレイン」として運転されている[8][5]。
- 7505Fは2015年12月20日よりラッピング車両「秩父三社トレイン」として運転されている[9][5]。
- 7503Fは2019年3月2日よりラグビーワールドカップ2019大会に合わせ、ラッピング車両「ラグビーワールドカップトレイン」として運転された[10]。大会終了後もラッピングは剥がされずに運行されている。
- 7507Fは2019年11月2日よりラッピング車両「彩色兼備」として運転されている[11][5]。
- 7501Fは2021年4月3日よりラッピング車両「超平和バスターズトレイン」として運転されている[12]。

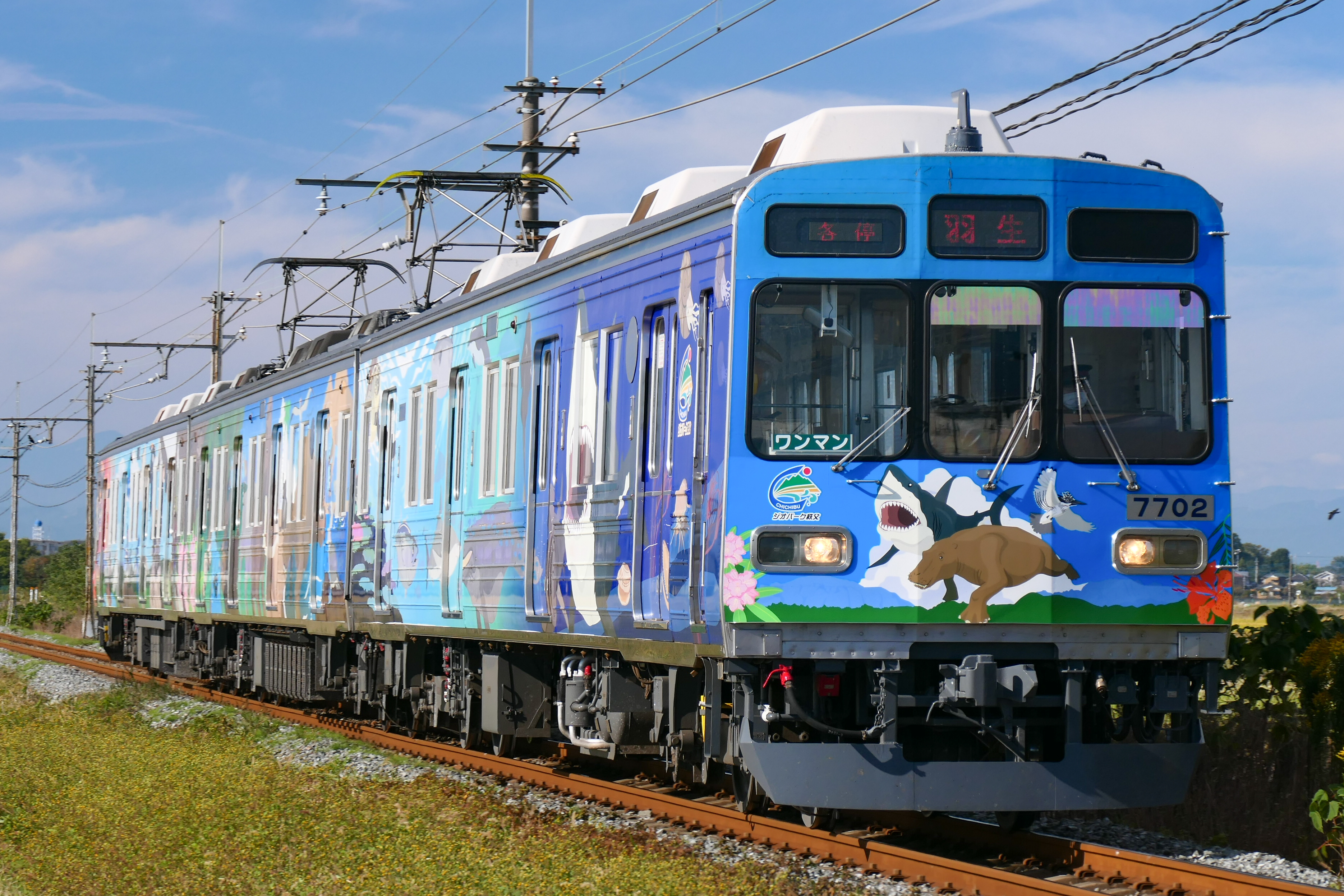
7502F「秩父ジオパークトレイン」
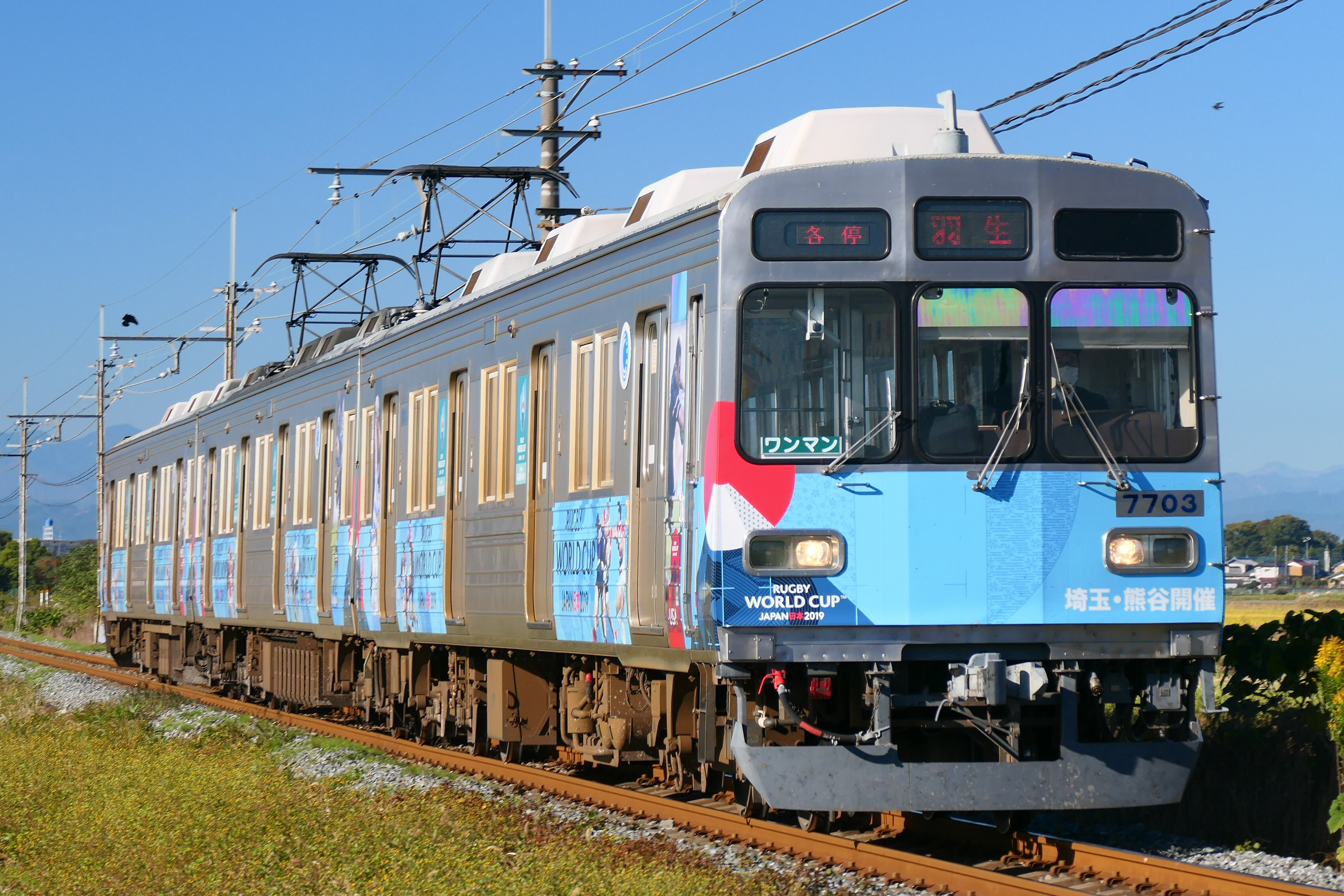
7503F「ラグビーワールドカップトレイン」
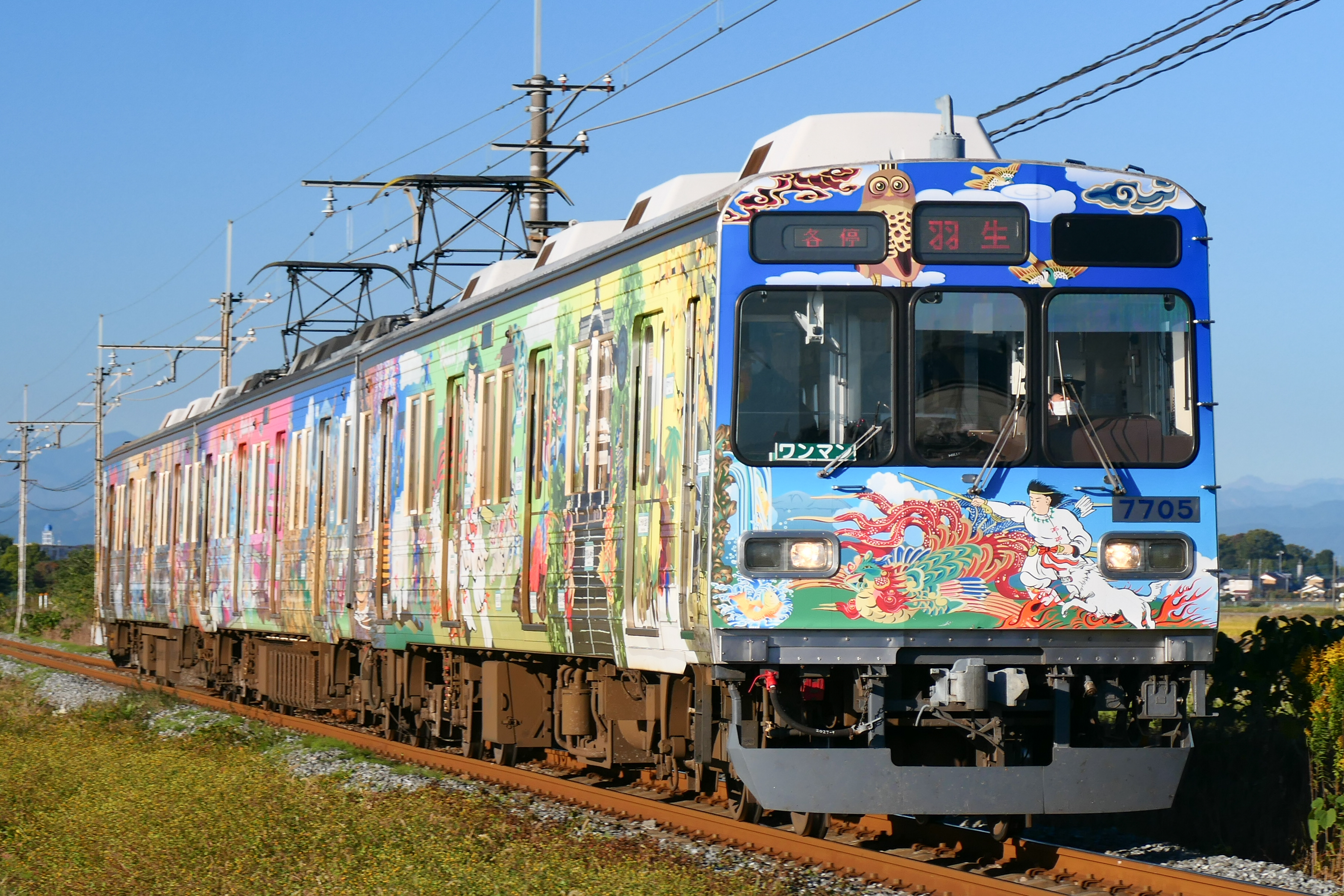
7505F「秩父三社トレイン」
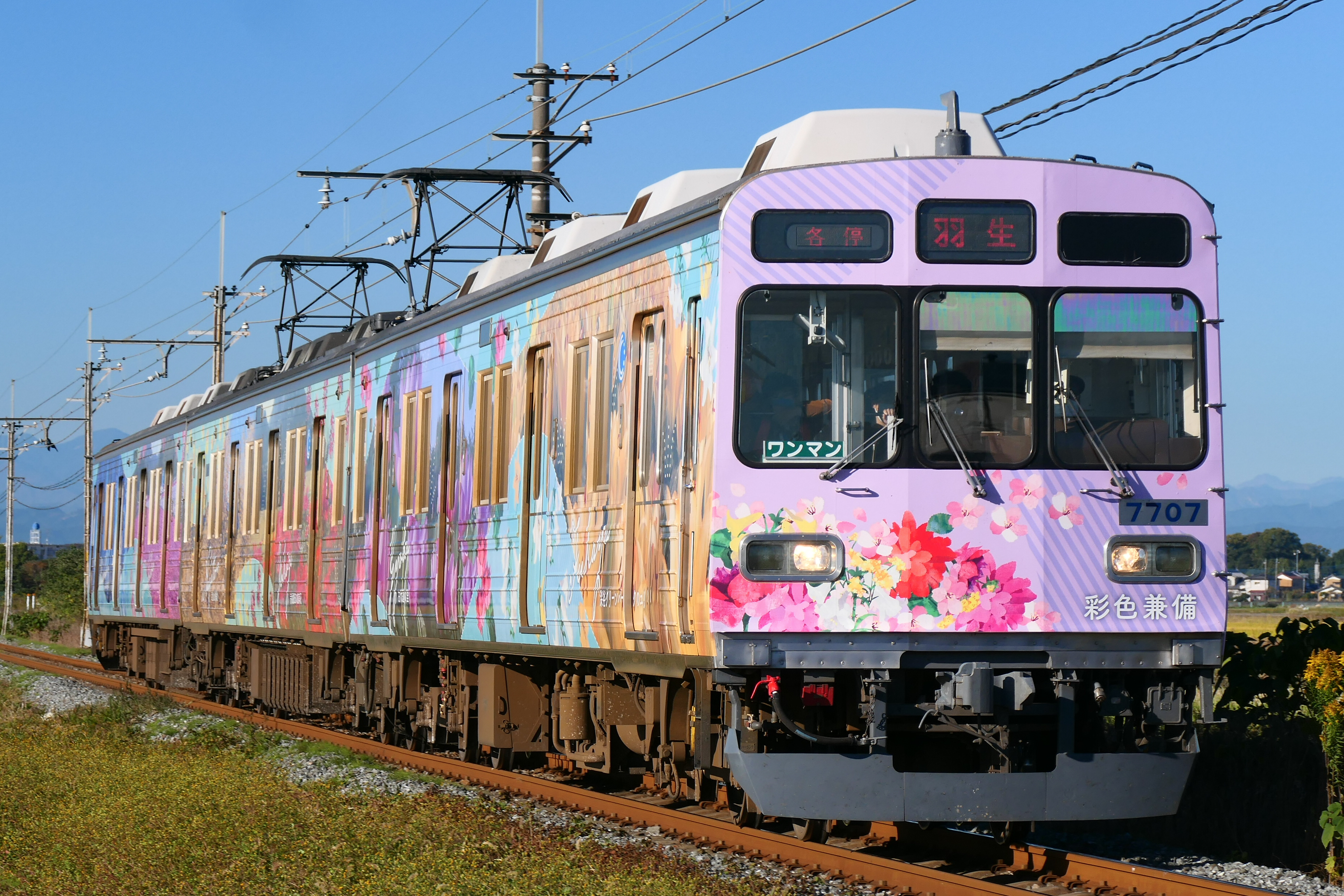
7507F「彩色兼備」